# Cholodnoe leto pat'desjat tret'ego...
Cholodnoe leto pjat'desjat tret'ego... (Russo Холодное лето пятьдесят третьего… - La fredda estate del 1953) è un film del 1987 diretto da Aleksandr Proškin.

## Trama
Il film racconta di prigionieri politici rilasciati dal campo e alle prese con criminali amnistiati.